# شرف‌الدین قمی
وجیه‌الملک شرف‌الدین ابوطاهر سعد بن علی بن عیسی قمی از وزیران دستگاه سلجوقی و دربار سلطان سنجر بود. در جوانی از قم به بغداد رفت و به‌خاطر شایستگی‌های سیاسی، جایگاه ویژه‌ای نزد ملک‌شاه یافت. در سال ۴۸۱ ه.ق، خواجه نظام‌الملک او را به حکمرانی مرو برگزید. او چهل سال در مرو حکومت کرد. پس از درگذشت شهاب‌الاسلام، وزیر سلطان سنجر، در سال ۵۱۵ ه.ق از سوی سلطان به وزارت رسید. اما بعد از سه ماه درگذشت.